# Langooregel
De langooregel of geoorde egel (Hemiechinus auritus) is een soort egel die voornamelijk voorkomt in de Aziatische steppen en woestijnen.

## Kenmerken
De langooregel heeft, net als de andere langooregels (geslacht Hemiechinus), kortere stekels, langere ledematen en veel grotere oren dan de andere stekelegels. Hij is tevens lichter gebouwd en kan zich sneller voortbewegen dan andere stekelegels. De stekels zijn tweekleurig en vertonen dwarsbanden, die zwart of donkerbruin en geel of wit van kleur zijn. De grote oren zijn zeer gevoelig, en kunnen geluiden met een frequentie van maximaal 45 kHz opvangen. Ook kunnen ze dienen om warmte mee kwijt te raken. De langooregel is kleiner dan de gewone egel (Erinaceus europaeus), 15 tot 28 cm lang en 248 tot 272 g zwaar, bij hoge uitzondering tot 600 g. Het staartje is 1 tot 5,5 cm lang.

## Leefwijze
De langooregel is een solitaire soort, die enkel 's nachts en op koelere ochtenden en avonden actief is. Overdag brengt hij door in een zelfgegraven hol onder een struik of in een natuurlijk hol tussen de stenen, onder dicht struikgewas of in een holle boom. Dit hol gebruikt hij meestal het gehele jaar door. Het zelfgegraven hol is 40 tot 50 cm lang, maar kan tot 1,5 m lang zijn. In de koudere gebieden houdt het dier 's winters een winterslaap. De lengte van de winterslaap kan in de bergen van Pakistan zes maanden duren, van oktober tot maart, maar in de Punjab, India, duurt de winterslaap zo'n 3,5 maand. In de zuidelijke gebieden houdt het dier 's zomers, wanneer voedsel schaarser wordt, een zomerslaap.
's Nachts gaat hij op jacht. Hij leeft van ongewervelden en kleine gewervelden, als kevers, sprinkhanen, padden, hagedissen, kleine slangen en knaagdiertjes. Ook eet hij de eieren van op grond broedende vogels, granen en vruchten. Met de gevoelige oren kunnen ze waarschijnlijk in de grond of tussen de bladeren levende diertjes ontdekken. De langooregel kan enige weken zonder water.

## Voortplanting
De voortplantingstijd loopt van het voorjaar tot het einde van de zomer. Een vrouwtje krijgt na een draagtijd van ongeveer veertig dagen een worp van één tot vijf jongen, die worden geboren in een met bladeren en gras bekleden kuil. Een vrouwtje krijgt één worp per jaar.

## Verspreiding
De langooregel komt voor in de koudere drogere delen van West- en Centraal-Azië, Arabië en Noord-Egypte en -Libië. Hij komt tevens voor in Klein-Azië, op Cyprus en in Oost-Oekraïne en Rusland tot de rivieren de Wolga en de Don. De oostgrens van het verspreidingsgebied loopt van Mongolië tot Pakistan en West-India. De langooregel leeft zowel op de met struiken begroeide steppen en halfwoestijnen als in droge zandwoestijnen. In Egypte leeft hij ook in tuinen.

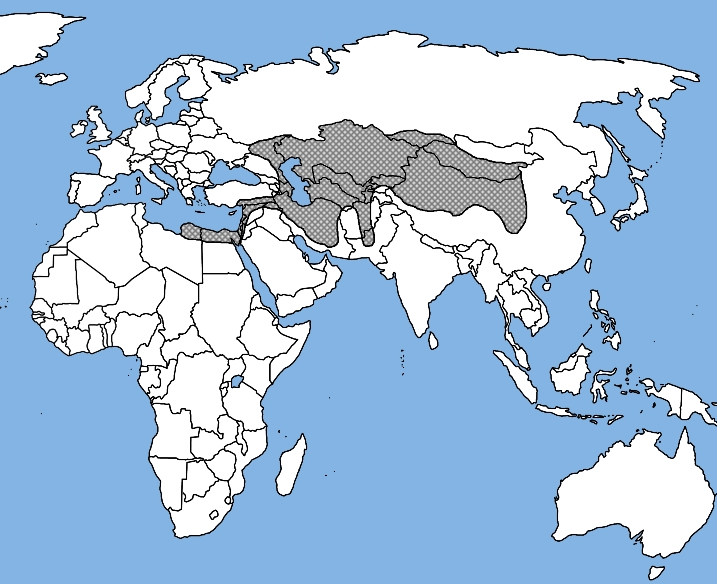
Verspreidingsgebied